# El Tamarindo, San Marcos
El Tamarindo är en ort i Mexiko.   Den ligger i kommunen San Marcos och delstaten Guerrero, i den södra delen av landet, 290 km söder om huvudstaden Mexico City. El Tamarindo ligger 118 meter över havet och antalet invånare är 762.
Terrängen runt El Tamarindo är platt åt sydväst, men åt nordost är den kuperad. Runt El Tamarindo är det ganska glesbefolkat, med 34 invånare per kvadratkilometer. Närmaste större samhälle är San Marcos, 14,5 km öster om El Tamarindo. Omgivningarna runt El Tamarindo är en mosaik av jordbruksmark och naturlig växtlighet.